# Marmorera
Marmorera (toponimo italiano e romancio; in tedesco Marmels, desueto, ufficiale fino al 1902; in romancio anche Murmarera) è una frazione di 31 abitanti del comune svizzero di Surses, nella regione Albula (Canton Grigioni).

## Geografia fisica

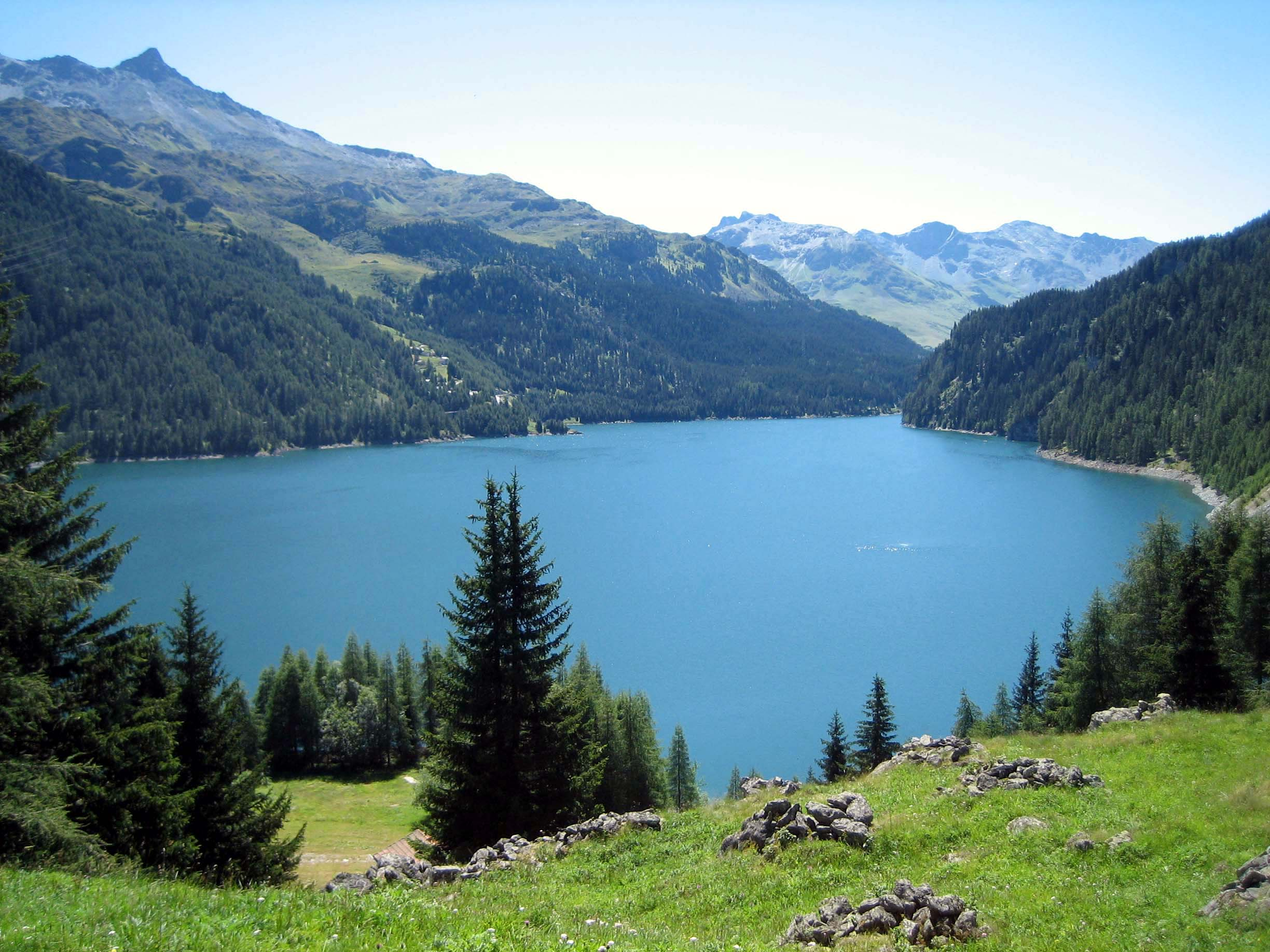
Il lago di Marmorera.

Marmorera è situata nella Val Sursette, sulla sponda destra del lago omonimo formato dalla diga di Marmorera sul torrente Giulia. Dista 26 km da Sankt Moritz e 52 km da Coira. Il punto più elevato del territorio è la cima del Piz d'Agnel (3205 m s.l.m.), che segna il confine con Bever.

## Storia

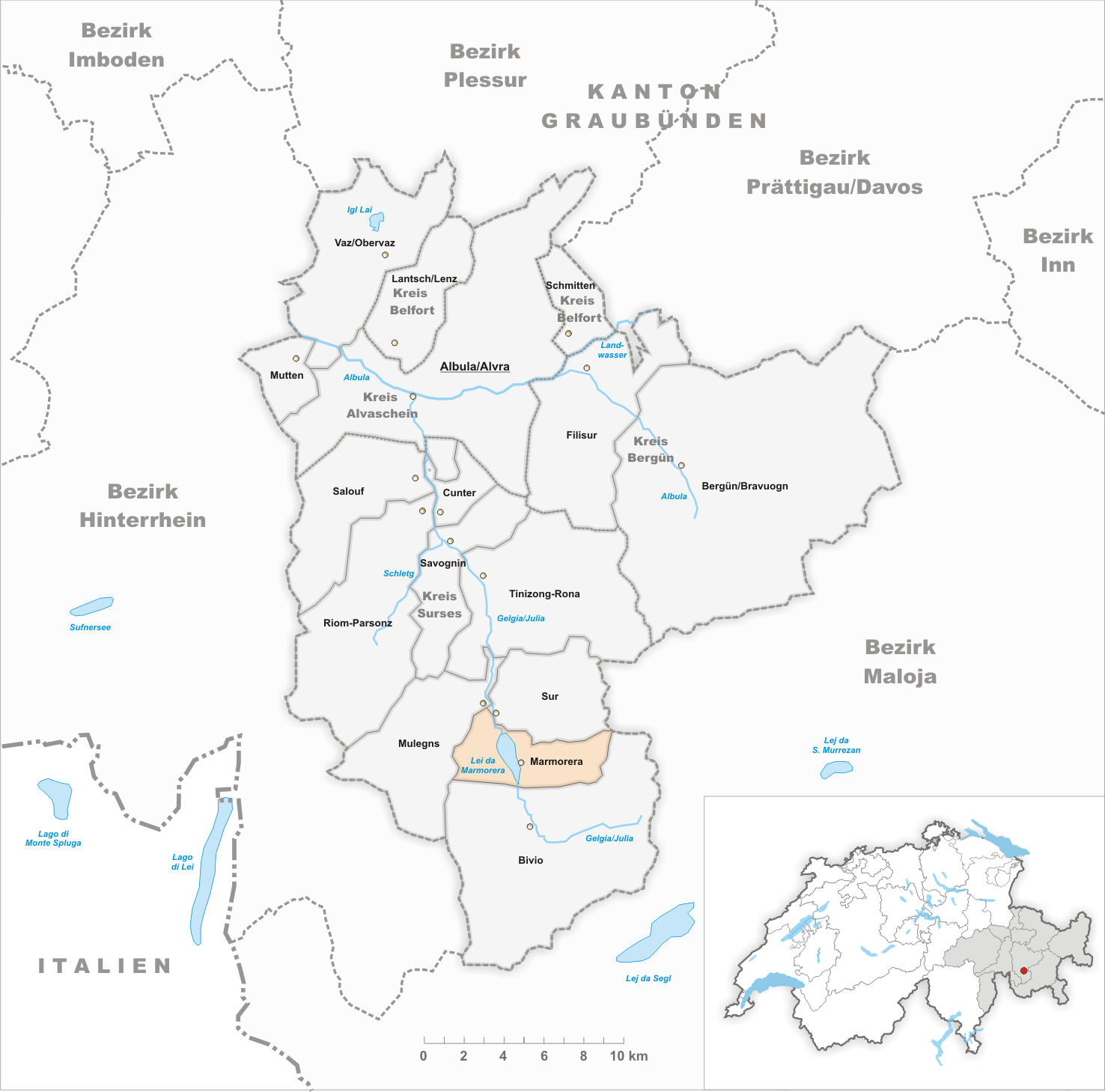
Il territorio del comune di Marmorera prima degli accorpamenti comunali del 2016.

Il villaggio originario è stato sommerso dalla costruzione della diga in terra (1954), all'epoca una tra i più grandi in Europa. Fino al 31 dicembre 2015 è stato un comune autonomo che si estendeva per 18,90 km² e che comprendeva anche la frazione di Neu-Marmorera; il 1º gennaio 2016 è stato accorpato agli altri comuni soppressi di Bivio, Cunter, Mulegns, Riom-Parsonz, Salouf, Savognin, Sur e Tinizong-Rona per formare il nuovo comune di Surses.

## Monumenti e luoghi d'interesse

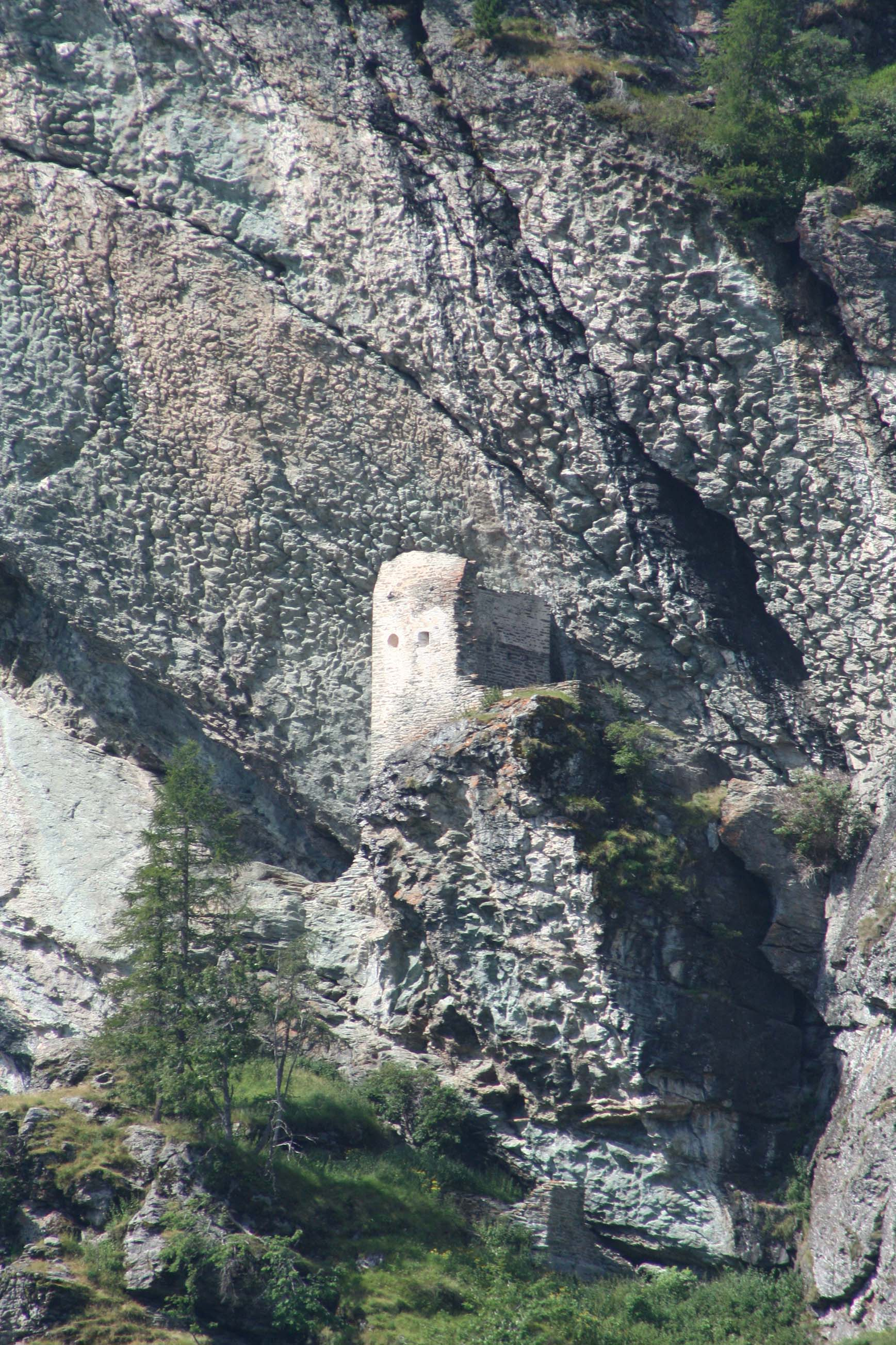
I ruderi del castello di Marmels.

- Chiesa cattolica di San Florin[1];
- Ruderi del castello di Marmels;
- Diga di Marmorera.

## Società

### Evoluzione demografica
L'evoluzione demografica è riportata nella seguente tabella:
Abitanti censiti

### Lingue e dialetti
Nel 1970 circa il 78% della popolazione era di lingua romancia. Attualmente il 57,14% è di lingua tedesca, il 34,69% parla romancio mentre il 6,12% è italofona.

## Amministrazione
Ogni famiglia originaria del luogo fa parte del comune patriziale che ha la responsabilità della manutenzione di ogni bene comune.